# Jarl Hagelstam
Jarl Alarik Hagelstam, född 1860, död 1935, var en finlandssvensk läkare och eugeniker.
Hagelstam var professor i neurologi 1918-1927 vid Helsingfors universitet, och studerade eugenik och somatiska och psykologiska skäl till nervsjukdomar. Hagelstam engagerade sig för att eugeniska åtgärder skulle införas i Finland redan på 1910-talet. Detta intresse hängde ihop med en utbredd omsorg om svenskheten i Finland, ty man önskade inte bara utbilda utan även framavla goda finlandssvenskar. 

## Utmärkelser
- Riddare av Sankt Olavs orden[1]
- Riddare av Nordstjärneorden[1]

[Redigera Wikidata]